# الشرطة الوقائية

ألوان الشرطة الوقائية في بروسيا 1933.

الشرطة الوقائية أو الأمن الوقائي Schutzpolizei des Reiches هي شرطة حماية الدولة ( الرايخ ) في ألمانيا النازية، وهي فرع من أوردنونغسبوليزي. Schutzpolizei هو الاسم الألماني لقوة الشرطة بالزي الرسمي. 
كانت الشرطة الوقائية هي الشرطة الرسمية في معظم المدن والبلدات الكبيرة. كانت إدارات شرطة الولاية مسؤولة عن شرطة الحماية، وأقسام التحقيق الجنائي (Kripo ، وهي اختصار لـ Kriminalpolizei) ، والشرطة الإدارية. تتألف شرطة حماية الدولة من فرع الدوريات وشرطة المرور وشرطة المياه والشرطة المركبة ووحدات اتصالات الشرطة وشرطة الطيران. وجب على رجال أن يكونو قد ادو الخدمة العسكرية ويشترط الصحة البدنية والعقلية الجيدة وأن يكونوا من أصل آري، كما ان يكونوا أعضاء في الحزب النازي، وكذلك أعضاء في قوات الأمن الخاصة. تمت ترقية رجال الشرطة وفقًا لنظام مهني منظم. تم تحديد ترقية الضباط حسب الجدارة والأقدمية. كان أجر رجال الشرطة أعلى من المتوسط للعامل الصناعي وكانت تعادل اجر الموظف من ذوي الياقات البيضاء. 

## إدارات شرطة الولاية
إدارات شرطة الولاية ( Staatliche Polizeiverwaltungen ) كانت إدارات الشرطة المحلية والدوائر مسؤولة عن شرطة الحماية، وأقسام التحقيق الجنائي ( Kriminalabteilungen )، والشرطة الإدارية. 
| البلدية     | قسم شرطة الولاية | مفوض الشرطة |
| ----------- | ---------------- | --- |
| قرية صغيرة  | Polizeiamt       | LANDRAT كرئيس لإدارة شرطة المقاطعة، وكان مفوض الشرطة. وتحت قيادته، كان مسؤول إداري من الشرطة برتبة بوليزيرات أو بوليزيوبيرينسبيكتور مسؤول عن الإدارة. |
| قرية        | Polizeiamt       | Polizeidirektor كان أيضا مفوض للإدارة. وتحت إدارته مسؤول إداري من الشرطة برتبة بوليزيرات مسؤول عن الإدارة.                                            |
| مدينة       | Polizeidirektion | محامي الشرطة برتبة Polizeidirektor. |
| مدينة كبيرة | Polizeipräsidium | محامي الشرطة برتبة Polizeipräsident. |

المصدر: 

## الفروع

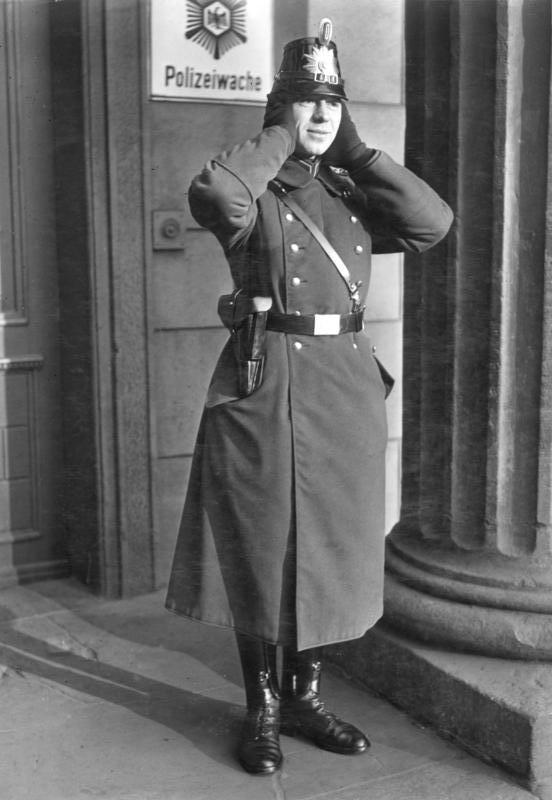
شرطي في شاكو لشاتزبوليز.

في كل إدارة شرطة بالولاية، كانت قيادة شرطة حماية الولاية تسمى كوماندو دير شوتزبوليزي تحت قيادة كوماندوير دير شوتزبوليزي كرئيس لشرطة الحماية المحلية. 

### فرع الدوريات
تحت قيادة شرطة الحماية كان تنظيم شرطة إقليمية لفرع الدوريات (Einzeldienst). 
علاوة على ذلك، يتكون الهيكل التنظيمي من الأقسام التالية: 
- Polizeirevier = منطقة (20-40 رجال الشرطة، التي يبلغ عدد سكانها 20-30،000 نسمة)
- Polizeiabschnitt = مناطق الشرطة (خمسة أو أكثر من الدوائر)
- Polizeigruppe = مجموعات الشرطة (ثلاث إلى خمس مناطق للشرطة؛ فقط في برلين وفيينا وهامبورغ)

المصدر: 

### الشرطة المعززة

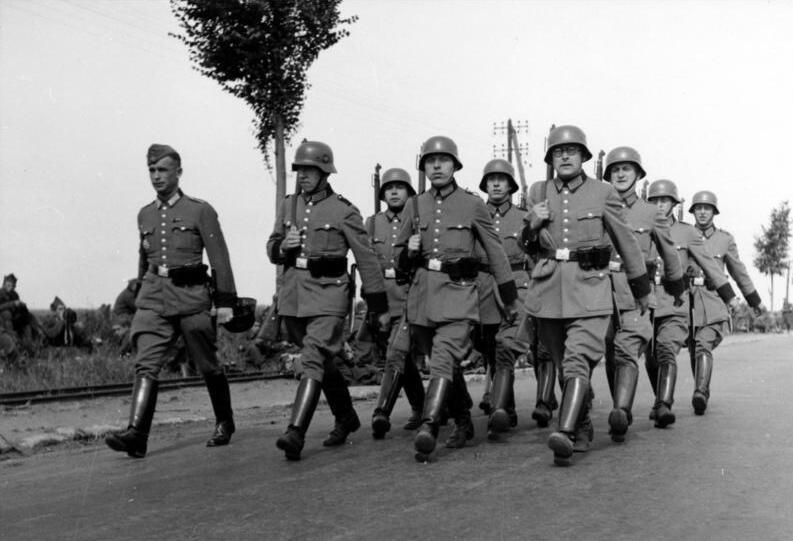
رجال الشرطة في فرنسا 1940؛ المسيرات.

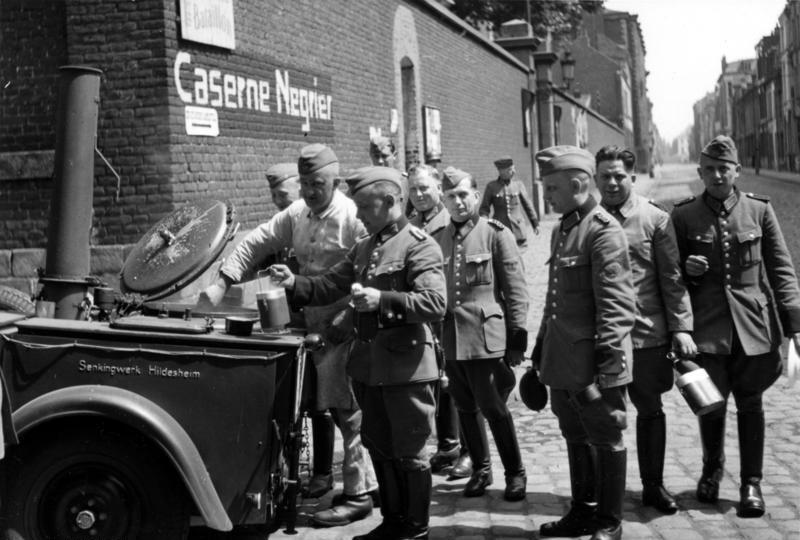
رجال الشرطةفي فرنسا 1940؛ يتناولون الطعام.

كانت الشرطة المعززة، كاسيرنتي بوليزي، كانت سلف شرطة مكافحة الشغب الألمانية اليوم. تم تنظيمها عادة في وحدات بحجم الوحدات ( Hundertschaften ) في المدن الكبرى. خلال الحرب ، شكلت الشرطة المعززة جوهر كتائب الشرطة العاملة في البلدان المحتلة وفي ظهر الجيش الألماني. 
كانت قيادة شرطة الحماية الكبيرة مزودة بالأسلحة والتكتيكات الخاصة ( Motorisierte Uberfallkommandos ) والسيارات المصفحة. خلال الحرب، خدمت في أوروبا الغربية وقمعت المظاهرات المعادية لألمانيا، وفي سلوفينيا أبقت طرق جبال الألب مفتوحة وحاربت المقاومة المحلية. 
خلال الحرب، تم إنشاء كتائب حراسة الشرطة ( Polizei-Wachbataillone )، التي تتألف من أفراد مجندين في الخمسينيات من العمر كانوا أكبر من أن يتم استدعاؤهم إلى الفيرماخت. تتألف كل كتيبة من 350-500 رجل، ولكل منطقة عسكرية ( Wehrkreis ) 3-4 كتيبة حرس. كانوا مسلحين بالبنادق وبعض المدافع الرشاشة الخفيفة. كانت المهمة الرئيسية لكتائب الحرس هي الحفاظ على النظام ومراقبة حركة المرور فيما يتعلق بجهود الدفاع المدني في الأماكن التي تعرضت لتفجيرات الحلفاء. 

### شرطة المرور
تم تشكيل واحد وخمسين وحدة شرطة مرور ( Motorisierte Verkehrsbereitschaften) في عام 1937 لمراقبة حركة المرور في المدن الكبرى. أدى التوسع النازي في ألمانيا إلى إضافة المزيد من هذه الوحدات في المناطق المدمجة. تم تجهيز شرطة المرور بسيارات الدوريات والدراجات النارية وسيارات القيادة. في المدن التي يزيد عدد سكانها عن 200000 نسمة، كان هناك أيضًا وحدات محددة للحوادث المرورية ( Verkehrsunfallbereitschaften ) مجهزة بمركبات خاصة لحوادث المرور. في عام 1941، تم إنشاء Motorisierte Verkehrskompanie zbV ، لضمان الامتثال لقواعد المرور في زمن الحرب، أي القواعد المتعلقة بتصاريح القيادة وترشيد إستهلاك البنزين وما إلى ذلك. عملت فروعها الخمسة  في جميع أنحاء البلاد. 

### شرطة المياه
كانت Wasserschutzpolizei، شرطة المياه، منظمة شبيهة بمنظمة Wasserschutzpolizei الحالية. كانت مسؤولة عن المجاري المائية الساحلية والداخلية وكذلك شرطة الموانئ. تأسست من Reichswasserschutz، ودمجت فيا الشرطة البحرية ( Schiffartzpolizei ) وشرطة الميناء في عام 1937. 

### الشرطة المحمولة
كانت الشرطة المحمولة إما وحدة محددة، أو جزءًا من وحدة أكبر تحتوي أيضًا على دوريات راجلة. الوحدات الأساسية هي Polizei-Reiterstaffeln (القوات المركبة). كان لبرلين وكونيغسبرغ وشتشين وبريسلاو وجليويتز في عام 1938 وحدات شرطة محمولة أكبر. في مدن أخرى، شكلت القوات المركبة جزءًا من الوحدات المدمجة. خلال الحرب كانت أفواج الفرسان والكتائب التابعة لشرطة الفرسان جزءاً من كتائب الشرطة العاملة في البلدان المحتلة. 

### اتصالات الشرطة
كان Polizei-Nachrichtenstaffeln (فرق إشارات الشرطة) هو المكون المحلي لخدمة اتصالات الشرطة. تم استخدام الراديو وكذلك الهاتف والتلكس على خطوط آمنة خاصة بها منفصلة عن الجمهور العام. محطات الراديو المتنقلة على طول الطرق السريعة والمدن الكبرى تنتمي إلى Nachrichtenbereitschaften الخاصة (شركات الإشارة). خلال الحرب، شكلت شركات إشارة الشرطة جزءًا من كتائب الشرطة التي تخدم في البلدان المحتلة. 

### شرطة الطيران
كانت شرطة الطيران في ألمانيا منذ الحرب العالمية الأولى. قامت شرطة الطيران بدوريات على الحدود، وبمراقبة الطرق السريعة والطرق البحرية، وقامت برحلات حرائق الغابات ورحلات البريد السريع واستخدم الاتصالات. في عام 1940، كانت هناك وحدة طيران تابعة للشرطة، وهي Polizeifliegerabteilung، مكونة من تسع طائرات؛ تمركز معظمها في برلين أو بولندا. في عام 1942 تم نقله إلى لوفتفافه لتشكيل Fliegergruppe zbV 7، على الرغم من أنه ما زال يعمل بواسطة طيارين من الشرطة. 

## شؤون الموظفين

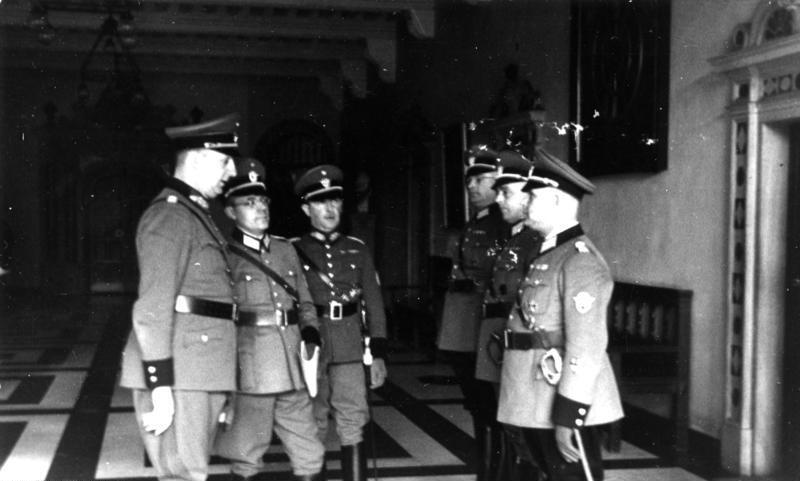
يتم تفتيش بريمن شوتزبوليزى من قبل رئيس Ordnungspolizei Kurt Daluege 1937.

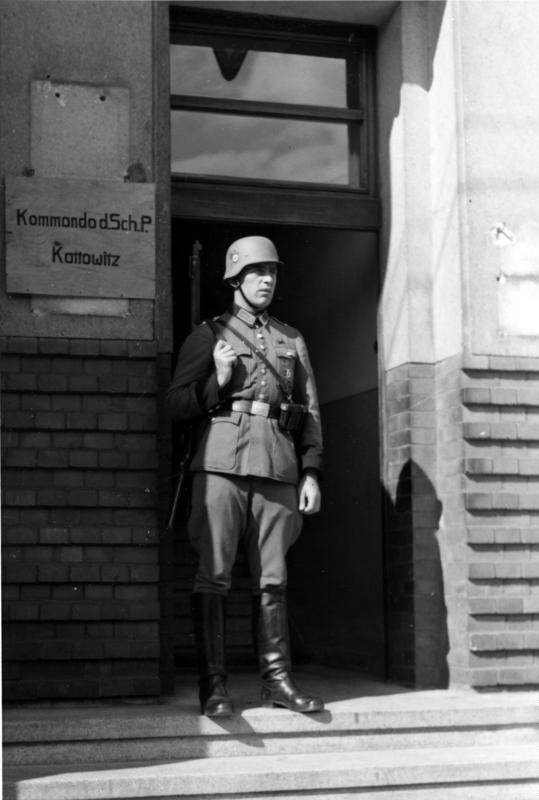
حراسة من Schutzpolizei في كاتوفيتشي، بولندا في عام 1939.

### العمالة والتدريب

#### رجال الشرطة
لكي يتم قبولك كمتدرب في الشرطة قبل الحرب، يجب توفر المتطلبات التالية: 
- الجنسية الألمانية
- لا يوجد سجل جنائي
- الا يقل الطول عن 170 سم
- أكملت الخدمة العسكرية كقائد فرقة أو أربع سنوات من العمل في SS- Verfügungstruppe.
- 20- 25 سنة
- اعزب
- الاختبارات البدنية والعقلية المعتمدة؛ كانت شارة الرياضة ميزة.
- العضوية في الحزب النازي.
- مؤهلات SS، أي الفحص الطبي المعتمد من قِبل SS، والنسب الآري المعتمد من خلال علم الأنساب الذي أجرته SS؛ اختبارات الذكاء والمعرفة العامة.

تم إقامة التدريب في شركات تدريب الشرطة الخاصة. 

#### ضباط الشرطة
تم تجنيد ضباط الشرطة بشكل أساسي من SS-Junkerschule في باد تولتس وبراونشفايغ  وكلاغنفورت. كان على الآخرين الوفاء بالمتطلبات الأساسية ذاتها التي كان عليها متدربو الشرطة (انظر أعلاه)، بالإضافة إلى اجتياز امتحان القبول الجامعي العام ( أبيتور). تم تدريب ضباط الشرطة في مدارس ضباط الشرطة في برلين-كوبينيك وفورستنفلدبروك. 

### شروط التوظيف

#### ترقية وظيفية
تمت ترقية رجال الشرطة وفقًا لنظام مهني منظم. تمت ترقيته A Wachtmeister إلى Oberwachtmeister في أقرب وقت ممكن بعد العمل ست سنوات وRevieroberwachtmeister بعد سبع سنوات. بعد اثني عشر عامًا، تم ضمان الحصول على منصب Hauptwachtmeister. يمكن اختيار الترقية إلى Meister بعد 16 عامًا. يمكن اختيار بعض Meisters للترقية إلى Revierleutnante و Revieroberleutnante. بعد خمس سنوات كرائد شرطة، وفي سن ال 50 على الأقل، يمكن أن تتم الترقية إلى Revierhauptmann . 
تم تحديد ترقية الضباط حسب الجدارة والأقدمية. تتطلب الترقية إلى هاوبمان إجراء امتحانات الخدمة المدنية، بينما تتطلب الترقية إلى الرائد دورة مدتها ثلاثة أشهر في مدرسة ضباط الشرطة. توجد مدرسة خاصة للأركان العامة للشرطة في دريسدن. 